# Те-Роуэр
Те-Роуэр (англ. The Rower; ирл. An Robhar) — деревня в Ирландии, находится в графстве Килкенни (провинция Ленстер) у региональной дороги R705.